# Vätfluorkarboner
Vätfluorkarboner, ofta benämnt HFC som är en akronym för väte-fluor-kol-föreningar (eng. HydroFluoroCarbons), på svenska fluorkolväten, fluorerade kolväten, vätefluorkarboner eller hydrofluorkarboner. Vissa går under handelsnamnet Freoner.
I likhet med klorfluorkarboner (CFC:er) är HFC:er halogenalkaner och potenta växthusgaser, men till skillnad från CFC:er innehåller de inte klor och kan inte heller frigöra de klor-radikaler som bryter ner ozonlagret. Därför används de i hög grad som ersättning för CFC:er.

## Exempel
- Trifluormetan, Freon 23, HFC-23
- Difluormetan, Freon 32, HFC-32